# Георг Гольштейн-Готторпский
Принц Георг Людвиг Гольштейн-Готторпский (нем. Georg Ludwig von Holstein-Gottorp; 16 марта 1719, Гамбург — 7 сентября 1763, там же) — российский генерал-фельдмаршал.
Младший (шестой) сын (и двенадцатый ребёнок) Кристиана Августа, герцога Гольштейн-Готторпского и его жены Альбертины Фридерики, дочери Фридриха VII, маркграфа Баден-Дурлахского. Родственник российских монархов: двоюродный дядя Петра III и родной (по матери) — Екатерины II.

## Ранние годы
При содействии своего двоюродного племянника — тогдашнего наследника престола Российской империи великого князя Петра Фёдоровича — получил 15 (26) июля 1744 года от Елизаветы Петровны ордена Андрея Первозванного и Александра Невского.
До начала 1760-х годов служил в прусской армии, получив чин генерал-майора и орден Чёрного орла. Принц Георг несколько раз подавал королю Фридриху II прошения об увольнении от службы, но король удерживал его при себе как заложника, на которого он имел свои виды. Несмотря на это, принц прекрасно отзывался о прусском короле, чем способствовал привязанности к нему племянника.
В середине 1761 года принц наконец получил разрешение Фридриха вернуться в Голштинию, когда здоровье императрицы Елизаветы ослабевало, и каждый месяц у неё бывали эпилептические припадки. Сразу же после вступления на престол Пётр III отправил в Киль флигель-адъютанта подполковника Порошина, приглашая дядю в Россию.
Пока принц был в дороге, император назначил его 6 (17) февраля 1762 года генерал-губернатором Гольштейна (с жалованием в 20 000 руб. в год), первым членом Совета, а 9 (20) февраля — пожаловал генерал-фельдмаршалом, полковником лейб-гвардии Конного полка и титулом Высочества.

## В России
Прибыл в Санкт-Петербург 21 марта (1 апреля) 1762 года с супругой и в сопровождении гольштейнских советников. От самой границы его встречали со знамёнами и пушечным салютом. 21 февраля в Санкт-Петербурге получил звание фельдмаршала русской армии.
Намереваясь начать войну с Данией за Шлезвиг, Пётр III планировал назначить принца главнокомандующим в этой войне. Пётр намеревался также сделать принца Георга герцогом Курляндским и требовал от иностранных послов, чтобы они предварили его дядю своими посещениями; подарил ему два великолепно убранных дома; подчинил Голштинское войско, состоявшее из шестисот человек. 7 (18) мая того же года в честь принца был назван новый военный корабль «Принц Георгий».
Принц ценил доброту императора, но к отдельным его планам относился без энтузиазма. К примеру, он старался отговорить Петра III от войны с Данией (что стало причиной некоторой размолвки между ними) и не одобрял проекта перемены военных мундиров на прусский манер. Несмотря на это русские не любили принца. Причина этого была проста: император слишком выказывал своё предпочтение к «голштинцам» перед русскими и требовал к ним особенного почёта.
Принц был одним из немногих, кто остался верным Петру III во время переворота [28 июня (9 июля) 1762]. Одними из первых явились для присяги Екатерине Алексеевне подчинённые принцу Георгу конногвардейцы. Принц пытался остановить вверенный ему полк от этой присяги, но неудачно. Тогда он попытался бежать, но конногвардейцы, увидев это, арестовали его. Екатерина прислала стражу, чтобы охранять принца от насилия со стороны подчинённых. Вскоре принц Георг был освобождён от ареста и награждён племянницей за убытки, понесённые в день переворота, — та назначила его администратором Гольштейна.

## Конец жизни
30 июля (10 августа) 1762 года принц выехал в Голштинию, где через год овдовел, а в сентябре 1763 года умер.
По отзывам, зафиксированным Д. Н. Бантыш-Каменским, 

имел доброе сердце, был образован, но характер имел чрезвычайно слабый. Давал полезные советы, но сам часто действовал против собственных интересов, оказывая предпочтение уроженцам германских земель.

## Семья
1 января 1750 года в восточно-прусском замке Прёкельвиц (нем. Prökelwitz; пол. Prakwice) женился на Софии Шарлотте (31 декабря 1722 — 7 августа 1763), принцессе Гольштейн-Бекской, племяннице ещё двух российских фельдмаршалов — Карла Людвига и Петра Августа, герцогов Гольштейн-Бекских. В этом браке родились трое детей:
- принц Фридрих (20 июля 1751 — 10 августа 1752)
- принц Вильгельм (18 января 1753 — 14 июля 1774; утонул в Ревельской бухте) и
- Петер I Фридрих Людвиг (17 января 1755 — 21 мая 1829), ставший в 1823 году великим герцогом Ольденбургским, отец:
  - великого герцога Августа-Павла-Фридриха Ольденбургского и
  - принца Георгия Петровича Ольденбургского, российского государственного деятеля и мужа великой княжны Екатерины Павловны